# 美國之聲
《美国之声》（英語：The Voice），是美国国旗全国广播公司播出的一档音乐竞赛类电视真人秀节目。

## 概要
节目源于荷兰原版的《荷兰之声》。节目通过公开海选选拔出15岁以上、且具有才能的歌手（个人或组合均可）参加比赛。其节目特色是以“导师”取代常见真人秀中的“评审”一职，为选手的发展提出建议和指导；另一大特色是在节目开始阶段，导师仅凭声音做出对选手的判断，此阶段选手的外形对导师评审没有影响。节目最终的冠军由观众通过电话、网络、短信、手机应用程序和iTunes Store购买选手演唱单曲等方式投票产生。冠军将获得100,000美元奖金，并与环球唱片签订唱片合约。
节目自2011年4月26日作为春季节目开播，一经播出即成为全国广播公司的收视热门节目，目前已播出至第十一季。2012年9月10日的第三季起，全国广播公司将节目扩展到一年春季和秋季两档。节目的四位导师负责评价选手表演，每位导师组建自己的队伍，并在比赛中对自己队员比赛进行指导。每队队员之间也会进行较量和淘汰，最终由观众选出最后的冠军。节目开播时最初的导师是克里斯蒂娜·阿奎莱拉、希洛·格林、亚当·列维和布雷克·谢尔顿四位著名歌手，而隨導師的生活及事業安排也有愈來愈多歌手更替加入導師行列。

## 节目理念
2010年12月，全国广播公司宣布将引进荷兰综艺节目《荷兰之声》的节目理念，改编制作成相应的美国版本，并定名为，随后很快重新更名为“美国之声”（The Voice）。节目每季的冠军将收获100,000美元奖金，并将与环球唱片签订唱片合约。

## 导师与主持
| 各季导师时间线    | 各季导师时间线 | 各季导师时间线 | 各季导师时间线 | 各季导师时间线 | 各季导师时间线 | 各季导师时间线 | 各季导师时间线 | 各季导师时间线 | 各季导师时间线 | 各季导师时间线 | 各季导师时间线 | 各季导师时间线 | 各季导师时间线 | 各季导师时间线 | 各季导师时间线 | 各季导师时间线 | 各季导师时间线 | 各季导师时间线 | 各季导师时间线 | 各季导师时间线 | 各季导师时间线 | 各季导师时间线 | 各季导师时间线 | 各季导师时间线 | 各季导师时间线 | 各季导师时间线 | 各季导师时间线 | 各季导师时间线 |
| 导师              | 季数           | 季数           | 季数           | 季数           | 季数           | 季数           | 季数           | 季数           | 季数           | 季数           | 季数           | 季数           | 季数           | 季数           | 季数           | 季数           | 季数           | 季数           | 季数           | 季数           | 季数           | 季数           | 季数           | 季数           | 季数           | 季数           | 季数           | 季数           |
| 导师              | 1              | 2              | 3              | 4              | 5              | 6              | 7              | 8              | 9              | 10             | 11             | 12             | 13             | 14             | 15             | 16             | 17             | 18             | 19             | 20             | 21             | 22             | 23             | 24             | 25             | 26             | 27             | 28             |
| ----------------- | -------------- | -------------- | -------------- | -------------- | -------------- | -------------- | -------------- | -------------- | -------------- | -------------- | -------------- | -------------- | -------------- | -------------- | -------------- | -------------- | -------------- | -------------- | -------------- | -------------- | -------------- | -------------- | -------------- | -------------- | -------------- | -------------- | -------------- | -------------- |
| 布雷克·谢尔顿     |                |                |                |                |                |                |                |                |                |                |                |                |                |                |                |                |                |                |                |                |                |                |                |                |                |                |                |                |
| 亚当·李维         |                |                |                |                |                |                |                |                |                |                |                |                |                |                |                |                |                |                |                |                |                |                |                |                |                |                |                |                |
| 克莉絲汀·阿奎莱拉 |                |                |                |                |                |                |                |                |                |                |                |                |                |                |                |                |                |                |                |                |                |                |                |                |                |                |                |                |
| 希洛·格林         |                |                |                |                |                |                |                |                |                |                |                |                |                |                |                |                |                |                |                |                |                |                |                |                |                |                |                |                |
| 夏奇拉            |                |                |                |                |                |                |                |                |                |                |                |                |                |                |                |                |                |                |                |                |                |                |                |                |                |                |                |                |
| 亚瑟小子          |                |                |                |                |                |                |                |                |                |                |                |                |                |                |                |                |                |                |                |                |                |                |                |                |                |                |                |                |
| 關·史蒂芬妮       |                |                |                |                |                |                |                |                |                |                |                |                |                |                |                |                |                |                |                |                |                |                |                |                |                |                |                |                |
| 菲瑞·威廉斯       |                |                |                |                |                |                |                |                |                |                |                |                |                |                |                |                |                |                |                |                |                |                |                |                |                |                |                |                |
| 艾莉西亞·凱斯     |                |                |                |                |                |                |                |                |                |                |                |                |                |                |                |                |                |                |                |                |                |                |                |                |                |                |                |                |
| 麥莉·希拉         |                |                |                |                |                |                |                |                |                |                |                |                |                |                |                |                |                |                |                |                |                |                |                |                |                |                |                |                |
| 珍妮佛·哈德森     |                |                |                |                |                |                |                |                |                |                |                |                |                |                |                |                |                |                |                |                |                |                |                |                |                |                |                |                |
| 凱莉·克萊森       |                |                |                |                |                |                |                |                |                |                |                |                |                |                |                |                |                |                |                |                |                |                |                |                |                |                |                |                |
| 約翰·傳奇         |                |                |                |                |                |                |                |                |                |                |                |                |                |                |                |                |                |                |                |                |                |                |                |                |                |                |                |                |
| 尼克·強納斯       |                |                |                |                |                |                |                |                |                |                |                |                |                |                |                |                |                |                |                |                |                |                |                |                |                |                |                |                |
| 亞莉安娜·格蘭德   |                |                |                |                |                |                |                |                |                |                |                |                |                |                |                |                |                |                |                |                |                |                |                |                |                |                |                |                |
| 卡蜜拉·卡貝羅     |                |                |                |                |                |                |                |                |                |                |                |                |                |                |                |                |                |                |                |                |                |                |                |                |                |                |                |                |
| 饶舌者钱斯        |                |                |                |                |                |                |                |                |                |                |                |                |                |                |                |                |                |                |                |                |                |                |                |                |                |                |                |                |
| 奈爾·霍蘭         |                |                |                |                |                |                |                |                |                |                |                |                |                |                |                |                |                |                |                |                |                |                |                |                |                |                |                |                |
| 瑞芭·麦肯泰尔     |                |                |                |                |                |                |                |                |                |                |                |                |                |                |                |                |                |                |                |                |                |                |                |                |                |                |                |                |
| 丹和沙伊          |                |                |                |                |                |                |                |                |                |                |                |                |                |                |                |                |                |                |                |                |                |                |                |                |                |                |                |                |
| 麥可·布雷         |                |                |                |                |                |                |                |                |                |                |                |                |                |                |                |                |                |                |                |                |                |                |                |                |                |                |                |                |
| 史努比狗狗        |                |                |                |                |                |                |                |                |                |                |                |                |                |                |                |                |                |                |                |                |                |                |                |                |                |                |                |                |
| 凱爾茜·巴勒里尼   |                |                |                |                |                |                |                |                |                |                |                |                |                |                |                |                |                |                |                |                |                |                |                |                |                |                |                |                |

2011年2月，希洛·格林和魔力红主唱亚当·列维两位艺人，最先确定与节目合作並担任节目导师；3月，克里斯蒂娜·阿奎莱拉和布雷克·谢尔顿也确定了与节目的合作。这四位导师共同参与了前三季节目。2012年9月17日，节目第三季播出期间，格林和阿奎莱拉宣布将退出节目第四季，节目随后确认夏奇拉和亚瑟小子将填补因此留下的空缺，接替此二人参加节目第四季。节目第五季，阿奎莱拉和格林再次回归，与列维和谢尔顿二人共同参与节目。而第六季则仍由夏奇拉和亚瑟小子二人与列维和谢尔顿共同担任导师。2014年2月，希洛·格林在接受艾倫·狄珍妮采访时表示，他将不会回归节目的第七季。2014年3月31日，节目组宣布法瑞尔·威廉姆斯将从第七季起加盟节目，填补格林离开后留下的空缺，同时關·史蒂芬妮也在第七季中代替怀孕在身的阿奎莱拉担任导师一职，阿奎莱拉则于第八季回归节目。

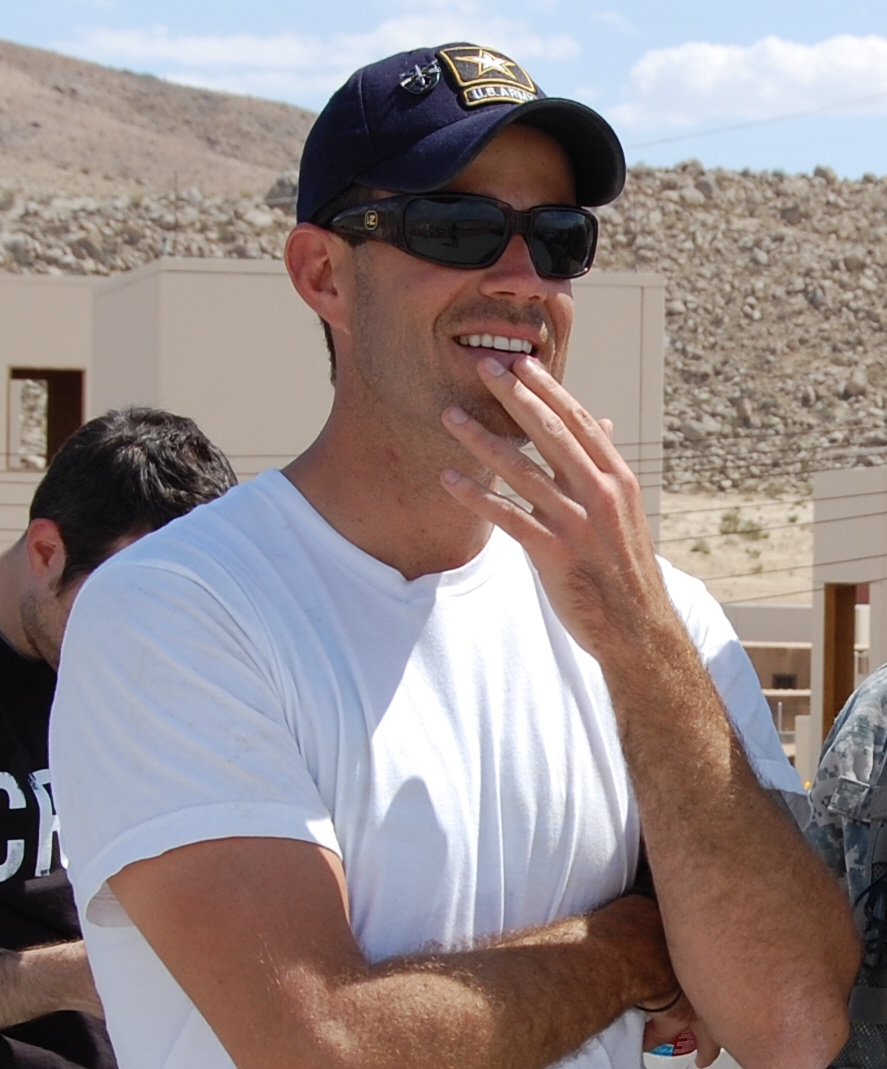
卡森·达利

节目自开播起便由卡森·达利主持。第一季中，艾莉森·海斯利普担任了“后台、在线及社交媒体联络员”，负责在后台采访选手和导师，并追踪选手的社交网络信息。第二季中则由克里斯蒂娜·米莲接替此职。连续主持三季后，米莲因参加《与星共舞》而退出节目第五季。之后的节目便由卡森·达利一人主持。

### 各队指导顾问
下表列出各季比赛擂台赛及之后的环节中各支队伍的指导顾问。
| 季数 | 导师                                                       | 导师                                                                | 导师                                                 | 导师                                                                | 参考来源                                         |
| ---- | ---------------------------------------------------------- | ------------------------------------------------------------------- | ---------------------------------------------------- | ------------------------------------------------------------------- | ------------------------------------------------ |
| 1    | 亚当·列维队                                                | 希洛·格林队                                                         | 克里斯蒂娜·阿奎莱拉队                                | 布雷克·谢尔顿队                                                     | [ 20 ]                                           |
| 1    | 亚当·布莱克史通                                            | 莫妮卡                                                              | 希雅·富勒                                            | 芮芭·麦克伊泰                                                       | [ 20 ]                                           |
| 2    | 亚当·列维队                                                | 希洛·格林队                                                         | 克里斯蒂娜·阿奎莱拉队                                | 布雷克·谢尔顿队                                                     | [ 21 ]                                           |
| 2    | 艾拉妮丝·莫莉塞特 罗宾·西克                                | 娃娃脸 尼欧                                                         | 珠儿 莱昂纳尔·里奇                                   | 凯莉·克莱森 米兰达·兰伯特                                           | [ 21 ]                                           |
| 3    | 亚当·列维队                                                | 希洛·格林队                                                         | 克里斯蒂娜·阿奎莱拉队                                | 布雷克·谢尔顿队                                                     | [ 22 ] [ 23 ] [ 24 ]                             |
| 3    | 玛丽·布莱姬                                                | 罗伯·托马斯 珍妮佛·哈德遜 1 比爾·威瑟斯 2 派特·蒙納漢 3             | 比利·乔·阿姆斯特朗 罗恩·菲尔 1                       | 麥可·布雷 斯科特·亨德里克斯 1                                       | [ 22 ] [ 23 ] [ 24 ]                             |
| 4    | 亚当·列维队                                                | 夏奇拉队                                                            | 亚瑟小子队                                           | 布雷克·谢尔顿队                                                     | [ 25 ] [ 26 ] [ 27 ] [ 28 ]                      |
| 4    | 希拉里·斯科特 4                                            | 乔尔·麦登 希洛·格林 4                                               | 法瑞尔·威廉姆斯 4 艾科蒙·琼斯 5 （） 泰勒·斯威夫特 6 | 雪瑞兒·可洛 4                                                       | [ 25 ] [ 26 ] [ 27 ] [ 28 ]                      |
| 5    | 亚当·列维队                                                | 希洛·格林队                                                         | 克里斯蒂娜·阿奎莱拉队                                | 布雷克·谢尔顿队                                                     | [ 29 ] [ 30 ]                                    |
| 5    | 莱恩·泰德                                                  | 马吉尔                                                              | 艾德·希兰 杰瑞·斯劳特 7 （）                         | 雪儿                                                                | [ 29 ] [ 30 ]                                    |
| 6    | 亚当·列维队                                                | 夏奇拉队                                                            | 亚瑟小子队                                           | 布雷克·谢尔顿队                                                     | [ 31 ] [ 32 ] [ 33 ] [ 34 ] [ 35 ] [ 36 ] [ 37 ] |
| 6    | 埃洛·布莱克 克里斯·馬汀 8 格雷厄姆·纳什 9 詹姆斯·瓦伦汀 10 | 米兰达·兰伯特 克里斯·馬汀 8 busbee 9                                | 吉尔·斯科特 克里斯·馬汀 8 9                          | The Band Perry 克里斯·馬汀 8 斯科特·亨德里克斯 9 格温·塞巴斯蒂安 10 | [ 31 ] [ 32 ] [ 33 ] [ 34 ] [ 35 ] [ 36 ] [ 37 ] |
| 7    | 亚当·列维队                                                | 格温·史蒂芬妮队                                                     | 法瑞尔·威廉姆斯队                                    | 布雷克·谢尔顿队                                                     | [ 38 ] [ 39 ] [ 40 ] [ 41 ] [ 42 ] [ 43 ] [ 44 ] |
| 7    | 史蒂薇·妮克丝 泰勒·斯威夫特 11 帕特里克·斯坦普 9           | 加文·罗斯代尔 泰勒·斯威夫特 11 克里斯蒂娜·阿奎莱拉 9 杰瑞·斯劳特 12 | 艾莉西亚·凯斯 泰勒·斯威夫特 11 戴安娜·罗斯 9         | Little Big Town 泰勒·斯威夫特 11 蔻比·凱蕾 9                        | [ 38 ] [ 39 ] [ 40 ] [ 41 ] [ 42 ] [ 43 ] [ 44 ] |
| 8    | 亚当·列维队                                                | 克里斯蒂娜·阿奎莱拉队                                               | 法瑞尔·威廉姆斯队                                    | 布雷克·谢尔顿队                                                     | [ 45 ] [ 46 ] [ 47 ] [ 48 ]                      |
| 8    | 艾丽·高登 奈特·瑞斯 13                                     | 尼克·乔纳斯 奈特·瑞斯 13                                            | 莱昂纳尔·里奇 奈特·瑞斯 13                           | 梅根·崔娜 奈特·瑞斯 13                                              | [ 45 ] [ 46 ] [ 47 ] [ 48 ]                      |
| 9    | 亚当·列维队                                                | 格温·史蒂芬妮队                                                     | 法瑞尔·威廉姆斯队                                    | 布雷克·谢尔顿队                                                     | [ 45 ] [ 46 ] [ 47 ] [ 48 ]                      |
| 9    | 約翰·富格提                                                | 席琳娜·戈梅茲                                                       | 蜜西·伊萊亞特                                        | 布萊德·派斯里                                                       | [ 45 ] [ 46 ] [ 47 ] [ 48 ]                      |
| 10   | 亚当·列维队                                                | 菲瑞·威廉斯队                                                       | 克里斯蒂娜·阿奎莱拉队                                | 布雷克·谢尔顿队                                                     |                                                  |
| 10   | 托蕾·凱莉                                                  | 吹牛老爹                                                            | 佩蒂·拉貝爾                                          | 關·史蒂芬妮                                                         |                                                  |
| 11   | 亚当·列维队                                                | 麥莉·希拉队                                                         | 艾莉西亞·凱斯队                                      | 布雷克·谢尔顿队                                                     |                                                  |
| 11   | 山米·海格                                                  | 瓊·傑特                                                             | 查理·普斯                                            | 貝蒂·蜜勒                                                           |                                                  |
| 12   | 亚当·列维队                                                | 關·史蒂芬妮队                                                       | 艾莉西亞·凱斯队                                      | 布雷克·谢尔顿队                                                     |                                                  |
| 12   | 約翰·傳奇                                                  | 席琳·狄翁                                                           | DJ卡利                                               | 路克·布萊恩                                                         |                                                  |
| 13   | 亚当·列维队                                                | 麥莉·希拉队                                                         | 珍妮佛·哈德森队                                      | 布雷克·谢尔顿队                                                     |                                                  |
| 13   | 喬·強納斯                                                  | 比利·雷·希拉                                                        | 凱莉·羅蘭                                            | 雷可福磊斯                                                          |                                                  |
| 14   | 亚当·列维队                                                | 凱莉·克萊森队                                                       | 艾莉西亞·凱斯队                                      | 布雷克·谢尔顿队                                                     |                                                  |
| 14   | 茱莉亞·麥可斯                                              | 海莉·史坦菲德                                                       | 尚恩·曼德斯                                          | 崔西·艾金斯                                                         |                                                  |
| 15   | 亚当·列维队                                                | 凱莉·克萊森队                                                       | 珍妮佛·哈德森队                                      | 布雷克·谢尔顿队                                                     |                                                  |
| 15   | 希洛·格林                                                  | 托馬斯·瑞特&布萊·卡爾特利                                           | 海爾希                                               | 凱斯·厄本                                                           |                                                  |
| 16   | 亚当·列维队                                                | 凱莉·克萊森队                                                       | 約翰·傳奇队                                          | 布雷克·谢尔顿队                                                     |                                                  |
| 16   | 查理·普斯                                                  | 凱西·巴萊莉妮                                                       | 凱利德                                               | 布魯克斯與唐二重唱                                                  |                                                  |

注释：
1. ^  在十强赛中受导师邀请指导其队伍。
2. ^  在八强赛中，希洛·格林队员旗下队员尼古拉斯·大卫（英语：Nicholas David）演唱比爾·威瑟斯原唱的歌曲《Lean on Me（英语：Lean on Me (song)）》，威瑟斯因此受格林邀请在赛前亲自指导大卫演唱。
3. ^  在六强赛彩排期间，希洛·格林因病缺席节目拍摄，派特·蒙纳汉受邀在这一周代替格林指导其队员。但格林此前已为队员选择好演唱曲目，并在缺席期间与队员始终保持电话联系。
4. ^  本季中指导顾问在十强赛期间重回节目指导队员，但夏奇拉队顾问乔尔·麦登因录制《澳洲之声（英语：The Voice (Australia)）》而未能回到美版节目中，希洛·格林因此受邀代替麦登完成夏奇拉队这一周的指导工作。
5. ^  在十二强赛中，亚瑟小子邀请自己的编舞艾科蒙·琼斯帮助自己指导队员。
6. ^  在六强赛中，亚瑟小子旗下队员米歇尔·夏弥尔（英语：Michelle Chamuel）演唱泰勒·斯威夫特原唱的歌曲《我知道你是大麻烦》，斯威夫特因此受亚瑟小子邀请参与了夏弥尔赛前的排练。
7. ^  在八强赛中，克里斯蒂娜邀请自己的编舞杰瑞·斯劳特帮助自己指导队员。
8. ^  本季擂台赛第二轮中，克里斯·馬汀一人同时为四支队伍指导。
9. ^  本季十强赛中，四位导师各自邀请一位音乐人帮助指导队员。
10. ^  本季八强赛中，亚当邀请到自己的乐队成员詹姆斯·瓦伦汀帮助指导队员，布雷克则邀请自己在节目第二季中的队员格温·塞巴斯蒂安协助指导。
11. ^  本季淘汰赛中，泰勒·斯威夫特一人同时为四支队伍指导。
12. ^  本季八强赛中，格温邀请自己的编舞杰瑞·斯劳特帮助自己指导队员。
13. ^  本季淘汰赛中，奈特·瑞斯一人同时为四支队伍指导。

## 赛制
每季节目的开場是“盲眼海选”（"blind auditions"），在这一环节中，四位导师挑选出一定数量的选手组建队伍，在接下来的比赛中将对这些队员进行指导。盲眼海选环节中，选手在舞台上演唱时，导师须背对选手面向观众，仅凭声音作出判断；若对某名选手有兴趣，导师则会按下按钮，座椅随即旋转面向舞台，同时座椅下面的灯会亮起并显示“我想要你”（"I want you"）字样。选手表演结束后，若无导师转身，则该名选手被淘汰；若有一位导师转身，该名选手进入该导师队伍；若有多位导师转身，选手则可从其中选择一个队伍加入。第十四季新加入"封鎖"（Blocked），導師可按下座位前方的禁止按鈕禁止其他任一位導師被選取，按下的同時會讓自己的座位轉身，當被禁止導師也想要收取參賽者為學生而按下按鈕時，會顯示"Blocked"，而該導師在此回合將被排除在學生的選項外。
在随后的“擂台赛”（"battle rounds"）环节，每位导师将自己的队员两两组合，每组二人将共同合唱一首歌曲，二人的导师将从中挑选一名队员晋级。每季节目中，导师都会在擂台赛之前邀请一位明星作为指导顾问，帮助其指导队员的比赛。节目第三季开始在这一环节加入新元素“偷人”（"steal"）：每位导师有两个偷人名额，可以将其他队伍在这一环节中淘汰掉的两名选手收入自己的队伍中，若某位选手淘汰后有多位导师试图偷人，则由该名选手选择要加入的队伍。
第三季之后同时引入的还有“淘汰赛”（"knockout rounds"）环节。每位导师将队员两两配对，每名队员分别依次演唱一首事先准备好的歌曲。表演结束后，该队导师将选择一名队员晋级，另一名被淘汰。队员在赛前数分钟才得知自己的对手具体是谁。赛前，每名队员自行选择将要演唱的歌曲，导师会为自己队伍中的队员提供技术指导和建议。节目第五季开始，在这一环节中也加入了与擂台赛相似的“偷人”机会，每位导师有一个偷人的名额。
节目第六季以“擂台赛第二轮”（"Battles, Round 2"），取代了之前几季中的淘汰赛。每位选手将和一位队友组合，共同演唱一首歌曲，这一点和擂台赛相似。但与擂台赛时不同的是，这一轮将由两位选手从导师指定的三首歌曲中协商选出一首决定演唱的歌曲，而不是由导师直接选择。此外，四支队伍还将有一位共同的明星顾问作为指导，为选手的准备提出建议。每位导师将从每组两名选手中选择一名晋级直播赛，另一名将被淘汰。这一轮中每位导师同样有一个偷人的名额。
节目最后的环节是“直播赛”（"live performance"），与之前各个环节的录播不同，这一环节的节目是现场直播的。选手每周进行表演，全美观众将投票决定选手去留，最终进入总决赛，并最终由观众投票决定冠军。导师在直播赛第一周有机会拯救一名未获得足够投票的选手晋级。前两季中，每位未获得足够票数的选手有机会在导师面前进行一次表演争取导师的拯救，但在决定四强人选时，导师与观众投票的意见权重相等；每支队伍选出一名队员进入四强后，四名队员在总决赛中表演，并完全由观众投票决定最终结果。第三季开始，直播赛第二周起，每周淘汰队员完全由观众投票决定，并且取消了队伍的限制，所有队员中票数最低的将被淘汰，无论其队伍；而总决赛人数也缩减到三人，因而不保证每位导师都有队员进入总决赛；总决赛三人表演后依然完全由观众投票决定胜负。第七季中在总决赛前加入一轮“外卡赛”（"wildcard"）。外卡赛中，之前被淘汰的十二强选手获得一次表演机会，由观众投票选出第四人与三强一同参加总决赛。

### 投票制度
全国广播公司与环球唱片合作，节目中每位晋级队员每周演唱的歌曲会发行相应的录音室版本，观众可以通过iTunes Store购买相应队员的歌曲（第19季因2019冠状病毒病疫情临时将购买渠道改为YouTube Music，第20季改回），而这也是同类型节目的一个首创之举。队员在直播赛阶段每周演唱的歌曲销量会计入观众投票。此外观众还可以通过免费电话（第8季起取消）、短信（由Sprint提供服务）投票或通过NBC.com和Facebook在线投票，第七季起还可以使用节目官方手机应用投票。每位用户以每种方式仅限为每位队员投出十票。投票在直播赛结束后的12小时内有效。
在节目第三季的十二强直播赛中，制作人更改了通过iTunes Store购买单曲投票的规则。在此之前，通过iTunes购买的票数仅计算一次，并且仅有直播赛期间购买才计为有效票数。规则更改后，若某选手演唱的单曲在投票有效期的12小时内进入iTunes“200强单曲榜”中的前十位，其相应的这一投票期内的iTunes部分票数将乘以10之后计入总票数，自第五季后则改为乘以5计入总票数。总决赛的投票将十二强赛之后演唱单曲的所有的iTunes销量全部计入票数，无论其是否在投票有效期的12小时内购买，同时之前进入iTunes“200强单曲榜”前十位的单曲销量所获得的倍数奖励也同样计入总票数。
iTunes上仅能购买到选手演唱单曲的录音室版本，但不提供现场演唱的版本。第一季和第七季中，擂台赛时两名选手合唱的单曲录制的录音师版本亦为二人合唱；而第二至六季起则为二人分别单独演唱，仅发行擂台赛胜者的版本。第三季引入淘汰赛后，这一环节同样只有胜者演唱的单曲会在iTunes发行。
第五季之后还引入了新的“瞬时拯救”（"Instant Save"）规则。十二强直播赛以及之后的淘汰环节，主持人先公布票数垫底的三名选手，观众随后有五分钟时间使用Twitter发表推文决定晋级的选手，这五分钟内获得推文投票最多的选手将晋级下一轮，而另外两人淘汰，无论其之前得票数多少。

## 赛季总览
| 亚当队 | 布雷克队 | 希洛队 | 克里斯蒂娜队 | 夏奇拉队 | 亚瑟小子队 | 法瑞尔队 | 格温队 |

| 季数 | 首播日期      | 季终日期       | 冠军               | 亚军             | 其他总决赛选手  | 获胜导师      | 主持                                          | 导师                                                  |
| ---- | ------------- | -------------- | ------------------ | ---------------- | --------------- | ------------- | --------------------------------------------- | ----------------------------------------------------- |
| 1 1  | 2011年4月26日 | 2011年6月29日  | 哈维尔·科隆        | 迪亚·弗兰普顿    | 维琪·马提尼兹   | 亚当·列维     | 卡森·达利（主要） 艾莉森·海斯利普（后台访谈） | 亚当·列维 希洛·格林 克里斯蒂娜·阿奎莱拉 布雷克·谢尔顿 |
| 1 1  | 2011年4月26日 | 2011年6月29日  | 哈维尔·科隆        | 迪亚·弗兰普顿    | 贝弗莉·麦克莱兰 | 亚当·列维     | 卡森·达利（主要） 艾莉森·海斯利普（后台访谈） | 亚当·列维 希洛·格林 克里斯蒂娜·阿奎莱拉 布雷克·谢尔顿 |
| 2 2  | 2012年2月5日  | 2012年5月8日   | 杰梅因·保尔        | 茱莉叶·希姆斯    | 托尼·卢卡       | 布雷克·谢尔顿 | 卡森·达利（主要） 克里斯蒂娜·米莲（后台访谈） | 亚当·列维 希洛·格林 克里斯蒂娜·阿奎莱拉 布雷克·谢尔顿 |
| 2 2  | 2012年2月5日  | 2012年5月8日   | 杰梅因·保尔        | 茱莉叶·希姆斯    | 克里斯·曼恩     | 布雷克·谢尔顿 | 卡森·达利（主要） 克里斯蒂娜·米莲（后台访谈） | 亚当·列维 希洛·格林 克里斯蒂娜·阿奎莱拉 布雷克·谢尔顿 |
| 3 3  | 2012年9月10日 | 2012年12月18日 | 卡莎蒂·普          | 泰瑞·麦克德莫特  | 尼古拉斯·大卫   | 布雷克·谢尔顿 | 卡森·达利（主要） 克里斯蒂娜·米莲（后台访谈） | 亚当·列维 希洛·格林 克里斯蒂娜·阿奎莱拉 布雷克·谢尔顿 |
| 4    | 2013年3月25日 | 2013年6月18日  | 丹妮尔·布拉伯瑞    | 米歇尔·夏弥尔    | 斯旺兄弟        | 布雷克·谢尔顿 | 卡森·达利（主要） 克里斯蒂娜·米莲（后台访谈） | 亚当·列维 夏奇拉 亚瑟小子 布雷克·谢尔顿               |
| 5    | 2013年9月23日 | 2013年12月17日 | 陈黛姗             | 洁琪·李          | 威尔·钱普林     | 亚当·列维     | 卡森·达利                                     | 亚当·列维 希洛·格林 克里斯蒂娜·阿奎莱拉 布雷克·谢尔顿 |
| 6 4  | 2014年2月24日 | 2014年5月20日  | 乔什·考夫曼        | 杰克·沃辛顿 （Jake Worthington） | 克里斯蒂娜·圭密 | 亚瑟小子      | 卡森·达利                                     | 亚当·列维 夏奇拉 亚瑟小子 布雷克·谢尔顿               |
| 7 5  | 2014年9月22日 | 2014年12月16日 | 克雷格·韦恩·鲍伊德 | 马特·麦克安德鲁  | 克里斯·杰米森   | 布雷克·谢尔顿 | 卡森·达利                                     | 亚当·列维 格温·史蒂芬妮 法瑞尔·威廉姆斯 布雷克·谢尔顿 |
| 7 5  | 2014年9月22日 | 2014年12月16日 | 克雷格·韦恩·鲍伊德 | 马特·麦克安德鲁  | 戴米恩（Damien）      | 布雷克·谢尔顿 | 卡森·达利                                     | 亚当·列维 格温·史蒂芬妮 法瑞尔·威廉姆斯 布雷克·谢尔顿 |

注释：
1. ^  节目第一季决赛中，马提尼兹与麦克莱兰二人名次并列，未决出三四名。
2. ^  节目第二季决赛中，卢卡排名第三位，曼恩排名第四位。
3. ^  自第三季节目开始，总决赛选手缩减为三人。
4. ^  第六季冠军乔什·考夫曼是首位在“偷人”环节中被“偷”并最后获得冠军的选手，他最初是亚当队成员，在擂台赛第二轮后加入亚瑟小子队。
5. ^  第七季加入“外卡赛”，总决赛选手增至四人。总决赛中，克里斯·杰米森排名第三，戴米恩排名第四。

## 每季简介

### 第一季
《美国之声》的第一季开播于2011年4月26日，同年6月29日季终。克里斯蒂娜·阿奎莱拉、希洛·格林、亚当·列维和布雷克·谢尔顿四人担任导师。卡森·达利和艾莉森·海斯利普分别担任主持和社交媒体联络员。选手海选于1月和2月在芝加哥、纽约、迈阿密、纳什维尔、明尼阿波利斯、奥斯汀、洛杉矶和西雅图等地举行。
第一季节目创造了自2010年2月超级碗之后《卧底老板》首播以来的主要电视网络最高首播收视率（18-49岁观众群），也成为2011－2012一季各大电视台（美国广播公司、哥倫比亞廣播公司、全国广播公司与福克斯廣播公司）新开播的黄金时段节目中首个第二周18-49岁收视人数高于首周的节目。受到强大收视率的影响，全国广播公司将6月7日在《美国达人》之后播出的一集节目延长至两小时直播，并增加了直播结果秀。
每位导师队伍中进入直播赛的四强选手如下（粗体显示为该季总冠军）：

| 亚当队 - 哈维尔·科隆 - 凯茜·威斯顿 - 杰夫·詹金斯（Jeff Jenkins） - 德文·巴利（Devon Barley） | 布雷克队 - 迪亚·弗兰普顿 - 齐妮亚 - 杰瑞德·布雷克 - 帕特里克·托马斯（Patrick Thomas） | 希洛队 - 维琪·马提尼兹 - 纳奇亚 - 柯蒂斯·格里姆斯（Curtis Grimes） - 汤普森姐妹 | 克里斯蒂娜队 - 贝弗莉·麦克莱兰 - 弗兰奇·戴维斯 - 莉莉·埃利斯（Lily Elise） - 拉奎尔·卡斯特罗 |

每队各有一名选手进入总决赛，冠军由亚当队的哈维尔·科隆获得，亚军是布雷克队的迪亚·弗兰普顿。希洛队选手维琪·马提尼兹和克里斯蒂娜队选手贝弗莉·麦克莱兰名次并列紧随其后。

### 第二季
节目第二季于2012年2月5日第四十六届超级碗比赛转播结束后开播，季终于5月8日。导师阵容与第一季相同，节目仍由卡森·达利主持，但社交媒体联络员改由克里斯蒂娜·米莲担任。这一季节目常规时段的18-49岁观众群收视率保持在6.7，市场占有率则达到17%。这一季节目还是全国广播公司、美国广播公司、哥伦比亚广播公司、福克斯广播公司和CW电视网五大电视台的18-49岁、18-34岁、25-54岁三个观众群以及总观众群的每半小时收视人数冠军。这一季节目起，起亚汽车、Sprint和星巴克成为节目的官方赞助商。
每位导师队伍中进入直播赛的六强选手如下（粗体显示为该季总冠军）：

| 亚当队 - 托尼·卢卡 - 卡特里娜·帕克 - 马泰 - 皮普 - 卡拉·戴维斯（Karla Davis） - 金·雅布罗 | 布雷克队 - 杰梅因·保尔 - 艾琳·威利特 - 瑞琳 - 乔蒂斯·昂加 - 夏洛特·桑泰姆斯 - 娜亚·基蒂 | 希洛队 - 茱莉叶·希姆斯 - 贾马尔·罗杰斯（Jamar Rogers） - 齐萨（） - 詹姆斯·马松（James Massone） - 艾琳·马丁 - 托尼·文森特 | 克里斯蒂娜队 - 克里斯·曼恩 - 琳赛·帕沃（Lindsey Pavao） - 艾希莉·德·拉·罗萨（Ashley De La Rosa） - 杰西·坎贝尔 - 莫塞斯·史通（Moses Stone） - 塞拉·希尔（Sera Hill） |

每队各有一位选手进入总决赛，其中杰梅因·保尔获得冠军，茱莉叶·希姆斯获得亚军，而托尼·卢卡和克里斯·曼恩分获三四名。

### 第三季
节目第三季于2012年9月10日首播，季终于12月18日。导师和主持阵容与第二季完全相同。这一季是节目首次在秋季开播，季终集的收视率达到全季最高的4.9，远高于前两季节目的季终集。
每位导师队伍中进入直播赛的五强选手如下（粗体显示为该季总冠军）：

| 亚当队 - 阿曼达·布朗 - 梅拉妮·马提尼兹 - 布莱恩·基斯（Bryan Keith） - 洛伦·奥尔雷德（Loren Allred） - 乔赛琳·瑞芙拉（Joselyn Rivera） 希洛队 - 尼古拉斯·大卫 - 特雷文·亨特（Trevin Hunte） - 科迪·布鲁（Cody Belew） - 麦肯兹·博格（MacKenzie Bourg） - 迪亚戈·瓦尔（Diego Val） | 布雷克队 - 卡莎蒂·普 - 泰瑞·麦克德莫特 - 麦凯拉·佩奇（Michaela Paige） - 胡里奥·凯撒·卡斯蒂洛（Julio Cesar Castillo） - 利兹·戴维斯 克里斯蒂娜队 - 德兹·杜隆（Dez Duron） - 西尔维娅·雅克布（Sylvia Yacoub） - 爱莉安娜·路易丝（Adriana Louise） - 德布拉（De'Borah） - 德芙琳·德罗拉（Devyn DeLoera） |  |

三名选手进入最终的总决赛。布雷克队的卡莎蒂·普获得冠军，她的队友泰瑞·麦克德莫特获得亚军。季军则由希洛队的尼古拉斯·大卫获得。

### 第四季
第四季于2013年3月25日开播，6月18日季终。这一季节目首次调整了导师阵容，由夏奇拉和亚瑟小子代替暂时退出节目的阿奎莱拉和格林。主持阵容则没有变化。这一季节目的收视率高于上一季，并且首次超过了老牌音乐真人秀《美国偶像》。
每位导师队伍中进入直播赛的四强选手如下（粗体显示为该季总冠军）：

| 亚当队 - 安博·卡灵顿（Amber Carrington） - 朱蒂斯·希尔 - 莎拉·西蒙斯（Sarah Simmons） - 卡洛琳·格蕾丝尔（Caroline Glaser） 夏奇拉队 - 萨莎·艾伦 - 克里斯·托马斯（Kris Thomas） - 加勒特·加德纳 - 卡丽娜·伊格莱西亚斯 （Karina Iglesias） | 布雷克队 - 丹妮尔·布拉伯瑞 - 斯旺兄弟 - 霍莉·塔克尔（Holly Tucker） - 贾斯汀·里夫斯（Justin Rivers） 亚瑟小子队 - 米歇尔·夏弥尔 - 約西亞·霍利 - 维多（） - 卡蒂亚 |  |

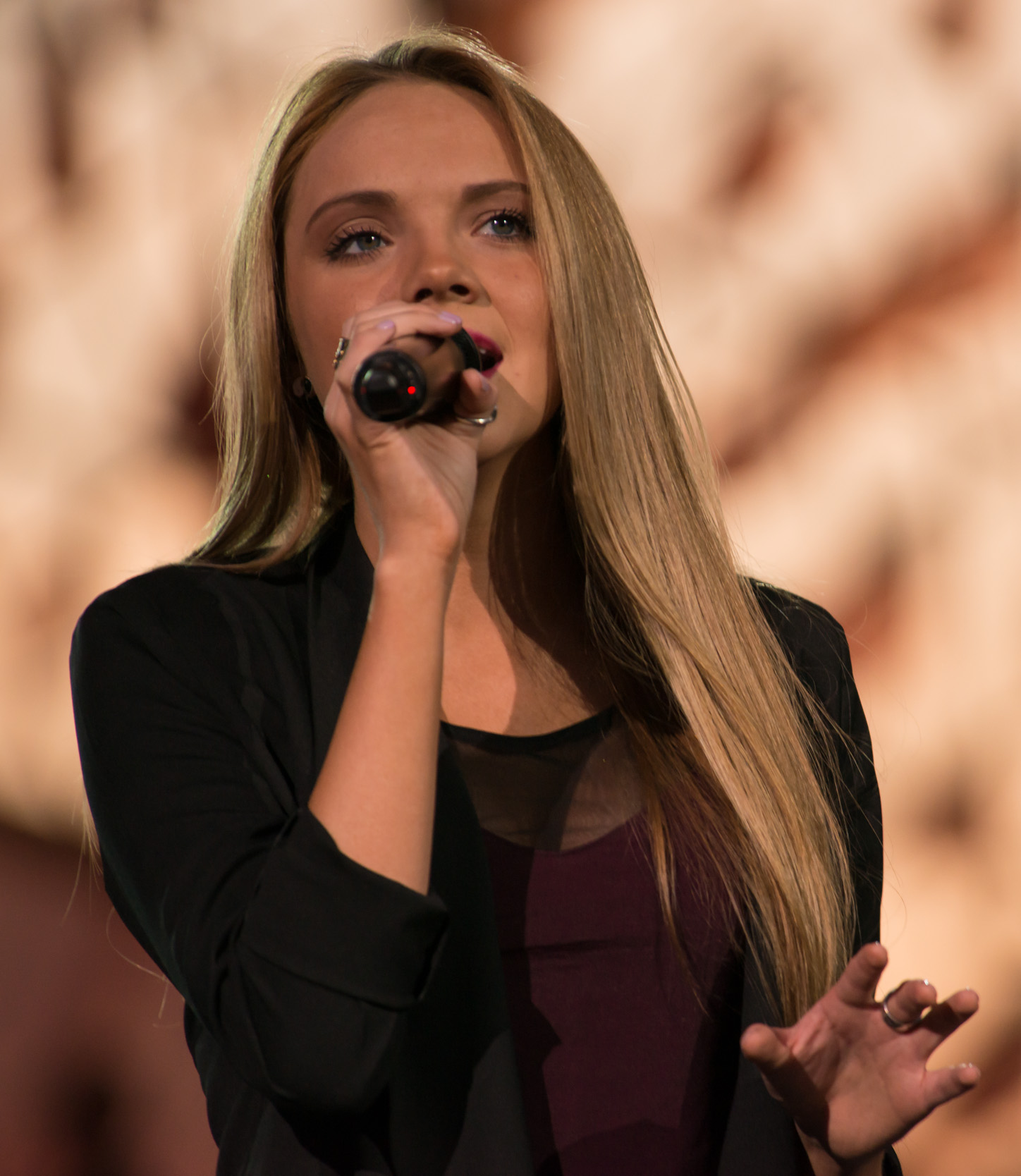
第四季冠军丹妮尔·布拉伯瑞

三名选手进入最终总决赛，其中布雷克队的丹妮尔·布拉伯瑞获得冠军，亚瑟小子队的米歇尔·夏弥尔和布雷克队的斯旺兄弟分获二三名。

### 第五季
节目第五季于2013年9月23日开播，12月18日季终。导师恢复最初的四人阵容，但米莲退出节目，卡森·达利一人同时负责她之前的职务。2014年2月，希洛·格林称将不会回归节目第七季，故这一季也成为他在节目中的最后一季。这一集节目总决赛的收视率比上两季均略有下降。
每位导师队伍中进入直播赛的五强选手如下（粗体显示为该季总冠军）：

| 亚当队 - 陈黛姗 - 威尔·钱普林 - 詹姆斯·沃尔珀特 - 格蕾（） - 普雷斯顿·珀尔（Preston Pohl） 希洛队 - 卡洛琳·帕内尔（Caroline Pennell） - 凯特·罗宾夏尔（Kat Robichaud） - 乔尼·格雷（Jonny Gray） - 安博·尼克尔（Amber Nicole） - 塔玛拉·谢尼斯（Tamara Chauniece） | 布雷克队 - 科尔·沃斯伯里 - 雷·布德罗（Ray Boudreaux） - 奥斯汀·詹克斯（Austin Jenckes） - 尼克·霍克（Nic Hawk） - 谢尔比·Z（Shelbie Z） 克里斯蒂娜队 - 洁琪·李（Jacquie Lee） - 马修·舒勒（Matthew Schuler） - 乔什·罗根 - 奥莉薇亚·亨肯（Olivia Henken） - 史蒂芬妮·安·约翰森 （Stephanie Anne Johnson） |  |

三名选手最终进入总决赛，其中亚当队牙买加籍选手陈黛姗获得冠军，她也成为美国主要歌唱真人秀比赛中首个混血种族非美籍的冠军。克里斯蒂娜队的洁琪·李和亚当队的威尔·钱普林分获二三名。

### 第六季
节目第六季于2014年2月24日开播，于5月20日季终。亚当·列维和布雷克·谢尔顿继续连续六季担任导师，夏奇拉和亚瑟小子取代阿奎莱拉和格林回归节目。主持人则依然由卡森·达利担任。这一季节目中引入了“第二轮擂台赛”以及直播赛之前的淘汰赛两个新环节。本季总决赛投票过程中，部分选手的歌曲未能全部显示在iTunes商店的下载页面，因而为公平起见，总决赛的最终结果没有计算iTunes销量这一分项的成绩。
每位导师队伍中进入直播赛的三强选手如下（粗体显示为该季总冠军）：

| 亚当队 - 克里斯蒂娜·圭密 - 戴尔文·查伊斯（Delvin Choice） - 凯特·珀金斯（Kat Perkins） | 布雷克队 - 斯桑德拉·路易斯 - 奥德拉·麦拉夫林（Audra McLaughlin） - 杰克·沃辛顿（Jake Worthington） | 夏奇拉队 - 泰丝·博伊尔（Tess Boyer） - 克里斯汀·梅林（Kristen Merlin） - 丹尼·莫兹（Dani Moz） | 亚瑟小子队 - 乔什·考夫曼 - 布莱娅·凯莉（Bria Kelly） - T·J·威尔金斯（T.J. Wilkins） |

三名选手进入总决赛，其中亚瑟小子队的乔什·考夫曼获得冠军，布雷克队的杰克·沃辛顿和亚当队的克里斯蒂娜·圭密分获二三名。

### 第七季
节目第七季于2014年9月22日开始播出，12月16日季终。亚当·列维和布雷克·谢尔顿继续担任导师，而另外两位导师则由格温·史蒂芬妮和法瑞尔·威廉姆斯担任。自本季开始，日产汽车取代起亚汽车成为节目的赞助商。本季中还首次开始加入了手机应用的投票方式，还在总决赛前加入“外卡赛”，也因此有四名选手进入总决赛。每位导师队伍中进入直播赛的五强选手如下（粗体显示为该季总冠军）：

| 亚当队 - 克里斯·杰米森 - 马特·麦克安德鲁 - 戴米恩（Damien） - 米娅·菲尔曼（Mia Pfirrman） - 泰勒·菲兰（Taylor Phelan） | 布雷克队 - 克雷格·韦恩·鲍伊德 - 蕾根·詹姆斯（Reagan James） - 洁西·皮茨（Jessie Pitts） - 詹姆斯·大卫·卡特 （James David Carter） - 泰勒·布拉希尔斯（Taylor Brashears） | 格温队 - 泰勒·约翰·威廉姆斯 （Taylor John Williams） - 莱恩·希尔（Ryan Sill） - 安妮塔·安托内特 - 布莉安娜·萨拉兹（Bryana Salaz） - 瑞奇·曼宁（Ricky Manning） | 法瑞尔队 - 卢克·韦德（Luke Wade） - 德尼卡·谢丽（DaNica Shirey） - 休格·琼斯（Sugar Joans） - 伊莱加·勒内（Elyjuh René） - 简·凯利（Jean Kelley） |

亚当队的克里斯·杰米森、马特·麦克安德鲁以及布雷克队的克雷格·韦恩·鲍伊德三名选手成为最终三强直接晋级总决赛，亚当队的戴米恩则通过外卡赛晋级总决赛。总决赛中，布雷克队的克雷格·韦恩·鲍伊德获得冠军，而亚当队的马特·麦克安德鲁获得亚军，同是亚当队的克里斯·杰米森和戴米恩分获三四名。

## 获奖与提名
| 年份 | 奖项                   | 提名类别                                           | 获提名者            | 最终结果 | 参      |
| ---- | ---------------------- | -------------------------------------------------- | ------------------- | -------- | ------- |
| 2011 | 电视评论家协会奖       | 最佳真人秀节目成就                                 | 美国之声            | 提名     | [ 82 ]  |
| 2011 | 青少年选择奖           | 电视选择奖：最具突破性节目                         | 美国之声            | 獲獎     | [ 83 ]  |
| 2011 | 青少年选择奖           | 电视选择奖：最受欢迎竞赛类真人秀                   | 美国之声            | 提名     | [ 84 ]  |
| 2011 | 青少年选择奖           | 电视选择奖：最受欢迎男明星                         | 亚当·列维           | 提名     | [ 84 ]  |
| 2011 | 青少年选择奖           | 电视选择奖：最受欢迎女明星                         | 克里斯蒂娜·阿奎莱拉 | 提名     | [ 84 ]  |
| 2011 | 美国拉丁裔媒体艺术奖   | 最受欢迎电视真人秀、综艺节目或喜剧节目明星或演员   | 克里斯蒂娜·阿奎莱拉 | 提名     | [ 85 ]  |
| 2012 | GLAAD媒体奖            | 最佳真人秀节目                                     | 美国之声            | 提名     | [ 86 ]  |
| 2012 | 人民选择奖             | 最受欢迎竞赛类电视节目                             | 美国之声            | 提名     | [ 87 ]  |
| 2012 | 青少年选择奖           | 电视选择奖：最受欢迎竞赛类真人秀                   | 美国之声            | 提名     | [ 88 ]  |
| 2012 | 青少年选择奖           | 电视选择奖：最受欢迎男明星                         | 希洛·格林           | 提名     | [ 88 ]  |
| 2012 | 青少年选择奖           | 电视选择奖：最受欢迎女明星                         | 克里斯蒂娜·阿奎莱拉 | 提名     | [ 88 ]  |
| 2012 | 美国拉丁裔媒体艺术奖   | 最受欢迎电视真人秀、综艺节目或喜剧节目明星或演员   | 克里斯蒂娜·阿奎莱拉 | 獲獎     | [ 89 ]  |
| 2012 | 电视评论家选择奖       | 最佳真人秀剧集－竞赛类                             | 美国之声            | 獲獎     | [ 90 ]  |
| 2012 | 电视评论家协会奖       | 最佳真人秀节目成就                                 | 美国之声            | 提名     | [ 91 ]  |
| 2012 | 公告牌年中音乐奖       | 最佳音乐类真人秀                                   | 美国之声            | 獲獎     | [ 92 ]  |
| 2012 | 托比奖                 | 最佳竞赛类真人秀                                   | 美国之声            | 提名     | [ 93 ]  |
| 2012 | 黄金时段艾美奖         | 最佳真人競技節目                                   | 美国之声            | 提名     | [ 94 ]  |
| 2012 | 黄金时段创意艺术艾美奖 | 最佳综艺或非虚构类节目艺术指导                     | 美国之声            | 提名     | [ 95 ]  |
| 2012 | 黄金时段创意艺术艾美奖 | 最佳多镜头剧集或节目发型设计                       | 美国之声            | 提名     | [ 96 ]  |
| 2012 | 黄金时段创意艺术艾美奖 | 最佳综艺节目灯光设计/灯光指导                      | 美国之声            | 提名     | [ 97 ]  |
| 2013 | 人民选择奖             | 最受欢迎竞赛类电视节目                             | 美国之声            | 提名     | [ 98 ]  |
| 2013 | 人民选择奖             | 最受欢迎名人评审                                   | 亚当·列维           | 提名     | [ 98 ]  |
| 2013 | 人民选择奖             | 最受欢迎名人评审                                   | 克里斯蒂娜·阿奎莱拉 | 提名     | [ 98 ]  |
| 2013 | 美国制片人工会奖       | 最佳电视真人秀节目制片                             | 美国之声            | 提名     | [ 99 ]  |
| 2013 | 儿童选择奖             | 最受欢迎真人秀                                     | 美国之声            | 提名     | [ 100 ] |
| 2013 | 电视评论家选择奖       | 最佳真人秀剧集－竞赛类                             | 美国之声            | 獲獎     | [ 101 ] |
| 2013 | 黄金时段艾美奖         | 最佳真人竞技节目                                   | 美国之声            | 獲獎     | [ 102 ] |
| 2013 | 公告牌年中音乐奖       | 最佳音乐类真人秀                                   | 美国之声            | 獲獎     | [ 103 ] |
| 2014 | 人民选择奖             | 最受欢迎竞赛类电视节目                             | 美国之声            | 獲獎     | [ 104 ] |
| 2014 | 美国制片人工会奖       | 最佳竞赛类电视节目制片人                           | 美国之声            | 獲獎     | [ 105 ] |
| 2014 | 儿童选择奖             | 最受欢迎真人秀                                     | 美国之声            | 提名     | [ 106 ] |
| 2014 | 青少年选择奖           | 电视选择奖：最受欢迎竞赛类真人秀                   | 美国之声            | 獲獎     | [ 107 ] |
| 2014 | 青少年选择奖           | 电视选择奖：最受欢迎男明星                         | 亚当·列维           | 獲獎     | [ 107 ] |
| 2014 | 青少年选择奖           | 电视选择奖：最受欢迎女明星                         | 夏奇拉              | 獲獎     | [ 107 ] |
| 2014 | 黄金时段艾美奖         | 最佳真人競技節目                                   | 美国之声            | 提名     | [ 108 ] |
| 2014 | 黄金时段创意艺术艾美奖 | 最佳多镜头剧集或节目发型设计                       | 美国之声            | 提名     | [ 109 ] |
| 2014 | 黄金时段创意艺术艾美奖 | 最佳综艺节目灯光设计/灯光指导                      | 美国之声            | 提名     | [ 109 ] |
| 2014 | 黄金时段创意艺术艾美奖 | 最佳多镜头剧集或节目化妆（非假肢）                 | 美国之声            | 提名     | [ 109 ] |
| 2014 | 黄金时段创意艺术艾美奖 | 最佳真人秀节目剪辑                                 | 美国之声            | 提名     | [ 109 ] |
| 2014 | 黄金时段创意艺术艾美奖 | 最佳综艺剧集或节目混音                             | 美国之声            | 提名     | [ 109 ] |
| 2014 | 黄金时段创意艺术艾美奖 | 最佳剧集技术指导、摄影机位及视频控制               | 美国之声            | 提名     | [ 109 ] |
| 2014 | 黄金时段创意艺术艾美奖 | 最佳综艺、非虚构节目、真人秀或真人竞技节目艺术指导 | 美国之声            | 提名     | [ 109 ] |
| 2014 | 黄金时段创意艺术艾美奖 | 最佳真人秀节目摄影                                 | 美国之声            | 提名     | [ 109 ] |
| 2014 | 黄金时段创意艺术艾美奖 | 最佳互动节目                                       | 美国之声            | 提名     | [ 109 ] |

## 收视率
| 季数 | 播出时间 （北美东部时区）                                                                               | 集数 | 首播集         | 首播集                      | 季终集          | 季终集                      | 电视播出季 | 排名 | 观众人数 （单位：百万） |
| 季数 | 播出时间 （北美东部时区）                                                                               | 集数 | 播出日期       | 单集观众人数 （单位：百万） | 播出日期        | 单集观众人数 （单位：百万） | 电视播出季 | 排名 | 观众人数 （单位：百万） |
| ---- | --- | ---- | -------------- | --------------------------- | --------------- | --------------------------- | ---------- | ---- | ----------------------- |
| 1    | 星期二晚9:00（第1-2、7-9、11集） 星期二晚10:00（第3-6集） 星期三晚8:15（第10集） 星期三晚8:00（季终集） | 12   | 2011年 4月26日 | 11.78                       | 2011年 6月29日  | 11.05                       | 2010－2011 | 20   | 12.33                   |
| 2    | 星期日晚10:21 星期一晚8:00 星期二晚9:00                                                                 | 21   | 2012年 2月5日  | 37.61                       | 2012年 5月8日   | 11.90                       | 2011－2012 | 9    | 15.76[注]               |
| 3    | 星期一晚8:00 星期二晚8:00 星期三晚8:00（第3、19集） 星期四晚8:00（第20集）                              | 32   | 2012年 9月10日 | 12.28                       | 2012年 12月18日 | 14.13                       | 2012－2013 | 11   | 14.16                   |
| 4    | 星期一晚8:00 星期二晚8:00                                                                               | 28   | 2013年 3月25日 | 13.64                       | 2013年 6月18日  | 15.59                       | 2012－2013 | 11   | 14.16                   |
| 5    | 星期一晚8:00 星期二晚8:00（第2、4、6集） 星期二晚9:00 星期四晚8:00（第15集）                            | 27   | 2013年 9月23日 | 14.98                       | 2013年 12月17日 | 14.01                       | 2013－2014 | 7    | 14.57                   |
| 6    | 星期一晚8:00 星期二晚8:00                                                                               | 26   | 2014年 2月24日 | 15.86                       | 2014年 5月20日  | 11.69                       | 2013－2014 | 7    | 14.57                   |
| 7    | 星期一晚8:00 星期二晚8:00                                                                               | 27   | 2014年 9月22日 | 12.95                       | 2014年 12月16日 | 12.88                       | 2014－2015 |      |                         |

注：^ 包括超级碗之后播出的一集。

## 海外播出
| 所在地 | 電視台          | 播出日期      |
| ------ | --------------- | ------------- |
| 加拿大 | CTV             | 2011年4月26日 |
| 加拿大 | TVA             | 2011年4月26日 |
| 臺灣   | AXN             | 2011年8月21日 |
| 香港   | FOX Life (亞洲) |               |
| 新西兰 | TV2             | 2011年7月16日 |
|        | Go!             | 2011年8月9日  |
| 南非   | SABC 3          | 2011年10月5日 |
| 菲律賓 | Studio 23       | 2012年3月31日 |